# IC 1400
IC 1400 bezeichnet im Index-Katalog 20 bis 30 scheinbar dicht beieinander liegende Sterne im Sternbild Cygnus. Der Katalogeintrag geht auf eine Beobachtung des Astronomen Thomas Espin am 16. September 1893 zurück.